# Love In Us All
| Recensione                           | Giudizio |
| ------------------------------------ | -------- |
| AllMusic                             |          |
| The Penguin Guide to Jazz Recordings | [ 1 ]    |
| The Virgin Encyclopedia of Jazz      | [ 2 ]    |

Love in Us All è un album discografico del musicista jazz statunitense Pharoah Sanders, pubblicato dalla Impulse! Records nel 1974.

## Tracce
Musiche di Pharoah Sanders.
1. Love Is Everywhere – 19:52
2. To John – 20:42

## Formazione
- Pharoah Sanders - sax tenore, flauto
- Joe Bonner - pianoforte
- James Branch - flauto
- Cecil McBee - contrabbasso
- Norman Connors - batteria
- Lawrence Killian, James Mtume, Badal Roy - percussioni